# Stenoria
Stenoria is een geslacht van kevers uit de familie oliekevers (Meloidae).
Het geslacht is voor het eerst wetenschappelijk beschreven in 1857 door Mulsant.

## Soorten
Het geslacht omvat de volgende soorten:
- Stenoria acutipennis (Fairmaire, 1881)
- Stenoria analis Schaum, 1859
- Stenoria antoinei Pardo Alcaide, 1953
- Stenoria apicalis (Latreille, 1804)
- Stenoria canariensis (Pic, 1902)
- Stenoria erevanensis (Iablokoff-Khnzorian, 1958)
- Stenoria erythromelas (Semenov, 1893)
- Stenoria falcipennis (Semenov, 1893)
- Stenoria fasciata (Faldermann, 1835)
- Stenoria grandiceps (Semenov, 1893)
- Stenoria hauseri (Escherich, 1904)
- Stenoria immaculaticeps (Pic, 1911)
- Stenoria intermedia (Dokhtouroff, 1889)
- Stenoria klapperichi Kaszab, 1958
- Stenoria komarowi (Dokhtouroff, 1889)
- Stenoria kraatziana (Semenov, 1900)
- Stenoria laterimaculata (Reitter, 1898)
- Stenoria longipennis (Pic, 1933)
- Stenoria muiri Kaszab, 1956
- Stenoria nigricollis (Semenov, 1893)
- Stenoria plagiata (Escalera, 1914)
- Stenoria reitteri (Prochazka, 1892)
- Stenoria richteri Kaszab, 1959
- Stenoria saharica Pardo Alcaide, 1961
- Stenoria sokolowi (Semenov, 1900)
- Stenoria steppensis Kaszab, 1966
- Stenoria testaceicornis (Pic, 1939)
- Stenoria thakkola Schawaller, 1996
- Stenoria tibetana (Escherich, 1904)
- Stenoria tibialis (Motschulsky, 1872)
- Stenoria tristis (Escherich, 1897)